# Sport Club Juiz de Fora
Sport Club Juiz de Fora é um clube brasileiro de futebol, com sede na cidade de Juiz de Fora, no estado de Minas Gerais. Suas cores são o verde e o branco. Manda seus jogos no Estádio Doutor José Procópio Teixeira que tem capacidade para 6.500 torcedores.
É conhecido como Sport Club Juiz de Fora, disputou a divisão principal do Campeonato Mineiro em 1987, e tem como rivais o Tupi Football Club e o Tupynambás Futebol Clube, clubes da mesma cidade. Atualmente, o time profissional não está em atividade.

## História

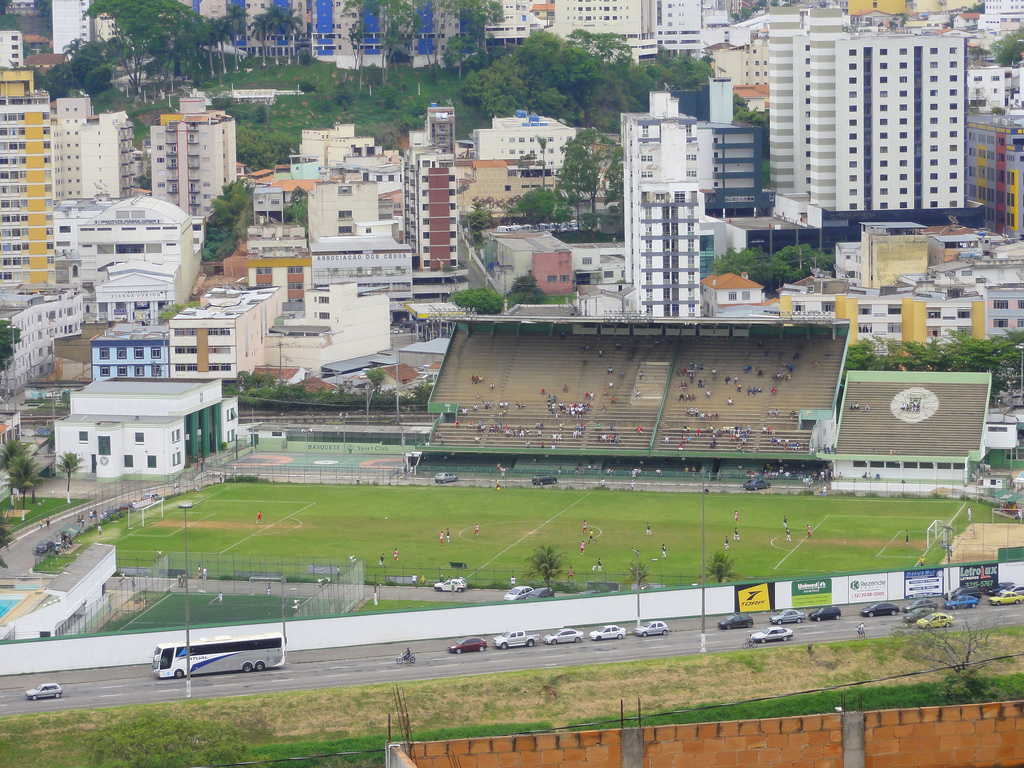
Estádio José Procópio Teixeira

Fundado em 1916, o Sport Club surgiu a partir de outro clube de Juiz de Fora: a Sociedade Recreativa Comercial Clube. Em uma das assembleias do Comercial, foi criado o setor esportivo do clube, denominado Sociedade Esportiva do Comercial Clube.
Necessitando de um local para a sede, os responsáveis pelo clube então procuraram o presidente da Câmara Municipal, Sr. José Procópio Teixeira (que empresta o nome ao atual estádio do Sport Club JF), o qual era proprietário de um terreno próximo ao Largo do Riachuelo, para propor o aluguel do terreno.
Com a sede alugada, foi convocada uma assembleia na qual ficou determinado que a Sociedade Esportiva do Comercial Clube passaria a se chamar Sport Club Juiz de Fora, uma sociedade independente do Comercial Clube, embora ainda dispondo da sede do Comercial.

## Estádio
O Estádio Doutor José Procópio Teixeira, de propriedade do Sport Club de Juiz de Fora começou a ser erguido a partir da fundação da agremiação em 1916. Em sua segunda fase, foi construída uma sede-arquibancada. A obra, executada por José Procópio Teixeira Filho, foi inaugurada em primeiro de maio de 1921, com a visita do time do Botafogo do Rio de Janeiro.
O prédio possuía dois pavimentos: no térreo, havia salões de reunião, secretaria, bar, vestiários e instalações viárias. No andar superior, estavam as arquibancadas com capacidade para 3 mil pessoas. Um rinque de patinação e uma quadra de tênis também foram erguidos.
Já em 28 de setembro de 1947, tem início a terceira fase de conquistas do clube, com a inauguração do Estádio Doutor José Procópio Teixeira, na Avenida Rio Branco, nº 1.303. A sede social já havia sido inaugurada sete anos antes. À frente desta nova época, estava o presidente Francisco Queiroz Caputo, que durante 55 anos consecutivos foi presidente do clube. Um verdadeiro recorde mundial.
Atualmente o estádio possui 6.500 lugares, muito longe do número idealizado ao longo das obras: o desejo na época era para que o local tivesse capacidade para 50 mil pessoas, o que faria do estádio o maior do Brasil, em 1947.
A primeira diretoria do Sport Club JF ficou assim estabelecida: 
- Presidente: Antônio Mourão Guimarães
- Vice-presidente: Martinho da Rocha Júnior
- Secretário: Joaquim Pereira do Nascimento
- Tesoureiro: Arthur Vieira Esterci
- Diretor Esportivo: Abril de Araújo Alves
- Conselho Fiscal: José Procópio Teixeira, Nisio Batista de Oliveira e Hugo Andrade Santos
- Suplentes: Billerophante Regnault, Romeu Gumerães e José Rangel.

## Títulos
| REGIONAIS         | REGIONAIS                               | REGIONAIS | REGIONAIS                                                                     |
|                   | Competição                              | Títulos   | Temporadas                                                                    |
| ----------------- | --------------------------------------- | --------- | ----------------------------------------------------------------------------- |
|                   | Copa Panorama de Futebol                | 2         | 2004 e 2009                                                                   |
| MUNICIPAIS        |                                         |           |                                                                               |
|                   | Competição                              | Títulos   | Temporadas                                                                    |
|                   | Campeonato Citadino de Juiz de Fora     | 13        | 1918, 1930, 1942, 1950, 1953, 1955, 1956, 1959, 1962, 1967, 1968, 1975 e 1979 |
|                   | Torneio Início da Liga de Juiz de Fora  | 6         | 1918, 1941, 1942, 1944, 1958 e 1960                                           |
|                   | Campeonato de Ouro de Juiz de Fora      | 1         | 1968*                                                                         |
| OUTRAS CONQUISTAS |                                         |           |                                                                               |
|                   | Competição                              | Títulos   | Temporadas                                                                    |
|                   | Vice-Campeão Mineiro da Segunda Divisão | 1         | 1987                                                                          |

 Campeão Invicto

*OBS: Em 1968, houve uma competição comemorativa do jubileu de ouro da LDJF - Liga
de Desportos de Juiz de Fora.

## Fatos históricos
- Foi o primeiro clube de Minas Gerais a jogar contra o Fluminense, isso ainda em 12 de outubro de 1920.[1]
- O Sport Club Juiz de Fora apresenta, em suas dependências, a primeira piscina suspensa da América Latina.
- O presidente Francisco Queiroz Caputo escreveu seu nome no Guinness Book como o dirigente que por mais tempo dirigiu um clube esportivo: permaneceu por 55 anos consecutivos na direção do Sport Club JF.
- O Sport Club JF sempre teve nomes ilustres entre seus associados e atletas. Como o do ex-presidente da República Itamar Franco, que atuou e foi campeão pelos times de basquete do Verdão, na década de 1950. Outro ex-presidente da República que foi sócio do Sport Club JF foi João Batista de Oliveira Figueiredo. O ex-prefeito de Juiz de Fora, Tarcísio Delgado, além de sócio, sempre declarou abertamente ser torcedor do Periquito.

## Torcida Organizada
- Torcida Inferno Verde - Fundada em 2004, foi criada para acompanhar o Verdão durante a Copa Panorama de futebol regional daquele ano.
- Fúria Independente - Fundada em 2009, surgiu após um grupo de amigos decidirem acompanhar o time durante a Segunda Divisão do Estadual daquele ano, ficou marcada pelo retorno do Sport ao futebol profissional.